# Umicore
Umicore è un'azienda belga con sede a Hoboken, nel distretto di Anversa in Belgio che si occupa principalmente di riciclare vecchie componenti tecnologiche allo scopo di ricavare metalli preziosi dalla loro lavorazione. L'azienda tratta ogni anno più di 40.000 tonnellate di rifiuti, tra cui vecchi cellulari, schede elettroniche, componenti di vecchi computer per ricavarne metalli come l'oro, il platino, il rame, il berillio e il cadmio, metalli di cui sono ricchi questi rifiuti, per poi rivenderli a chi li riutilizzerà nelle normali fasi di produzione.